# Ettore Bastico
Ettore Bastico (ur. 9 kwietnia 1876 w Bolonii, zm. 2 grudnia 1972 w Rzymie) – włoski dowódca wojskowy, marszałek.

## Życiorys
Urodził się w Bolonii. Brał udział w I wojnie światowej. W 1928 roku został awansowany na generała. Dowodził armią w wojnie włosko-abisyńskiej w 1936 roku oraz ochotniczymi siłami podczas hiszpańskiej wojny domowej. 19 lipca 1941 r. został gubernatorem Libii, a także dowódcą wszystkich Włoskich sił w Afryce Północnej. Miał także pewną kontrolę nad niemieckim DAK gen. Erwina Rommla – dopiero w 1942 roku Rommel zaczął dowodzić całą włoską armią. Bastico zatrzymał dla siebie jedynie wojska stacjonujące w Libii.
12 sierpnia 1942 roku został awansowany na marszałka polnego. Zwolniony z gubernatorstwa po zajęciu Libii przez aliantów, do końca wojny czekał na dalsze rozkazy. Po wojnie resztę życia poświęcił studiom historii wojskowości. Zmarł 2 grudnia 1972 roku w Rzymie w wieku 96 lat.

## Odznaczenia
Odznaczony następującymi odznaczeniami:
- Krzyż Wielki Orderu Sabaudzkiego Wojskowego (1942)
- Wielki Oficer Orderu Sabaudzkiego Wojskowego (1939)
- Komandor Orderu Sabaudzkiego Wojskowego (1936)